# 伊勢谷友介
伊勢谷 友介（いせや ゆうすけ、1976年5月29日 - ）は、日本の俳優、映画監督、美術家、実業家、リバースプロジェクト所属・同代表。「Loohcs」発起人。
学生時代、ファッションモデルとしてデビューし、その後は主に俳優として活動している。

## 来歴
腕の良いテーラー（仕立て屋）を父として、父親が53歳9か月の時の子として、東京都港区白金にて誕生。母子家庭で育つ。長年に渡り「東京都世田谷区出身」と本人は思い込んでおり、従来はそう公表されていたが、2018年6月、母親から母子手帳を見せられたことにより、その詳細な記述により世田谷区は本籍地で、実は港区白金出身だったと知ったことをInstagramで明かした。父親には結婚歴が何度かあり、複数の女性との間に子がおり、伊勢谷の異母兄弟たちの中には、30歳以上年上の異母兄として山本寛斎がいる、ということを伊勢谷は後年、成長してから知ることになる。→#家族・親族
幼少期を北海道函館市（五稜郭町）で過ごし、その後は東京都目黒区育ち。日本大学豊山高等学校を卒業、東京藝術大学美術学部デザイン科に入学、同学部を卒業後、同大学の大学院に進学し、美術研究科修士課程修了。デザイナーである石岡瑛子や、異母兄・山本寛斎を意識していた影響もあり、当初はファッションデザインの道に進もうと考えたが、同校では映像について学んだ。また学生時代については、3浪・4浪が当たり前の芸大出身ということもあり、同学年は年上の人間ばかりだったと述懐している。
12歳から英語教室に通っていたほか、大学4年生時にはニューヨーク大学に短期留学して映像を学んだこともあり、そのおかげで英語による演技も高評価を得ている。なお運動神経も良く、学生時代は水泳のインストラクターもしており、子どもたちにかなり懐かれていた。
大学在学中の1996年（平成8年）、モデルとしての活動を開始。以後、CM・雑誌、ファッションショーなどに出演、ファッションブランド 「プラダ」のミラノコレクションにも参加した。また同年、『天使の涙』のプロモーション番組 『地球に落ちてきた天使』に、金城武と監督のウォン・カーウァイとともに出演した。
その後は主に俳優として活動してゆくことになる。
翌1997年（平成9年）、東京藝術大学のメンバー3人で結成したアーティストグループ、『カクト』の活動を開始した。さらに1998年（平成10年）、『ワンダフルライフ』（公開は1999年（平成11年）で映画初出演している。2002年（平成14年）には、初監督作品『カクト』が劇場公開された。
2008年（平成20年）より、「リバース・プロジェクト（Rebirth Project）」の活動を開始。2009年（平成21年）、NHKのスペシャルドラマ『白洲次郎』（総合）の三部作に、テレビドラマ初出演した。翌2010年（平成22年）には、NHK大河ドラマ『龍馬伝』（総合）の高杉晋作役に抜擢され、第三部より出演。この年の第61回NHK紅白歌合戦（総合・ラジオ第1）の審査員にも選ばれている。翌年2月に公開予定の映画『あしたのジョー』の力石徹の役作りのために、3か月以上にもおよぶ過酷なトレーニングを行い、体重を67 kgから57 kg・体脂肪率を15 %から3 - 4 %へ減量して撮影に臨んだ。
2011年の東北地方太平洋沖地震（東日本大震災）に際しては自ら「元気玉プロジェクト」と題する復興支援を積極的に行い、その一環として福島第一原子力発電所事故でできなかった福島県相馬郡飯舘村の子供たちの卒園式・卒業式の開催を企画・実施するなどしている
2016年、熊本地震の時には自身が代表を務める「リバースプロジェクト」による支援活動として支援物資を届けるための一時保管スペースとして熊本県内に「HUB HAVE KUMAMOTO熊本地震支援物資配送基地」を設置、全国から送られてくる支援物資を被災地へ送ると発表した。
また20日に熊本入りし高良健吾と共に市内の小学校で炊き出しをした。
2017年（平成29年）、宮藤官九郎脚本のテレビドラマ『監獄のお姫さま』で民放の連ドラに初出演を果たす。
2020年、週刊誌に東京芸術大学在学中に起こした暴行騒動について報道された。
2023年5月30日、2024年3月公開予定の荒木伸二監督映画『ペナルティループ』への出演が正式発表された（同月中にクランクアップ済み）。大麻所持騒動から約3年ぶりの俳優業復帰となる。2024年1月には逮捕されて以降の語り下ろしを収録した著書『自刻像』を文藝春秋より刊行する。

## 不祥事
2020年9月8日、東京都目黒区碑文谷1丁目の自宅で大麻を所持していたとして、大麻取締法違反の容疑で警視庁に逮捕された。これを受けリバースプロジェクトは取締役CEO名義で「お詫び」を発表した。9月29日、大麻取締法違反の罪で東京地検により起訴され、同日、伊勢谷の直筆による謝罪コメントが弁護人を通じ発表された。9月30日、保釈が認められ（保証金500万円）、勾留先の警視庁東京湾岸署から保釈された。12月1日、東京地裁で開かれた初公判で伊勢谷は起訴内容を認め、検察側は常習性や再犯の恐れがあるとして懲役1年を求刑。弁護側が執行猶予付きの判決を求め、即日結審した。12月22日、東京地裁は懲役1年、執行猶予3年の判決を言い渡した。

## 家族・親族
父親は洋服の仕立て屋（テーラー）だがほとんど面識がなく離れて暮らしていた。母子家庭で育ったが、母親は大変教育熱心で、「私はあなた達には学歴しか残す事ができない」と言われたという。異母兄にはデザイナー・山本寛斎がおり、兄弟ではあるものの伊勢谷は父親が53歳9か月の時の子であり、山本とは30歳以上年が離れている。

## 出演

### 映画
- ワンダフルライフ（監督：是枝裕和、1999年） - 伊勢谷友介 役
- 金髪の草原（監督：犬童一心、2000年） - 主演・日暮里歩 役（池脇千鶴とW主演）
- DISTANCE（監督：是枝裕和、2001年） - 勝 役
- 害虫（監督：塩田明彦、2002年） - コーヒーショップの見知らぬ男 役
- 月に沈む（監督：行定勲、2002年） - 昭午 / 尊臣 役
- カクト（監督：伊勢谷友介、2003年）
- 黄泉がえり（監督：塩田明彦、2003年） - 俊介 役
- DEAD END RUN（監督：石井聰互、2002年）
- 赤い月（監督：降旗康男、2004年） - 氷室啓介 役
- CASSHERN（監督：紀里谷和明、2004年） - 主演・東鉄也 / キャシャーン 役
- 雪に願うこと（監督：根岸吉太郎、2006年） - 主演・矢崎学 役
- 笑う大天使（ミカエル）（監督：小田一生、2006年） - 司城一臣 役
- 嫌われ松子の一生（監督：中島哲也、2006年） - 龍洋一 役
- ハチミツとクローバー（監督：高田雅博、2006年） - 森田忍 役
- 出口のない海（監督：佐々部清、2006年） - 北勝也 役
- パッセンジャー（監督：フランソワ・ロドゲール、2006年） - 主演・コウジ 役
- 図鑑に載ってない虫（監督：三木聡、2007年） - 主演・俺 役
- サイドカーに犬（監督：根岸吉太郎、2007年）- マンションの下見に来る客 役
- 伝染歌（監督：原田眞人、2007年） - 太一太一 役
- スキヤキ・ウエスタン ジャンゴ（監督：三池崇史、2007年） - 源義経 役
- クローズド・ノート（監督：行定勲、2007年） - 石飛リュウ 役
- ブラインドネス（監督：フェルナンド・メイレレス、2008年） - 最初に失明した男 役
- 十三人の刺客（監督：三池崇史、2010年） - 木賀小弥太 役
- 人間失格（監督：荒戸源次郎、2010年） - 堀木正雄 役
- あしたのジョー（監督：曽利文彦、2011年） - 力石徹 役
- カイジ2 人生奪回ゲーム（監督：佐藤東弥、2011年） - 一条聖也 役
- 夢売るふたり（監督：西川美和、2012年） - 太田治郎 役
- 希望の国（監督：園子温、2012年） - 谷川 役
- 清須会議（監督：三谷幸喜、2013年） - 織田三十郎信包 役
- 利休にたずねよ（監督：田中光敏、2013年） - 織田信長 役
- ザ・テノール 真実の物語（監督：キム・サンマン、2014年） - 沢田幸司 役
- るろうに剣心 京都大火編 / 伝説の最期編（監督：大友啓史、2014年） - 四乃森蒼紫 役
  - るろうに剣心 最終章 The Final（監督：大友啓史、2021年） - 四乃森蒼紫 役
- ジョーカー・ゲーム（監督：入江悠、2015年） - 結城 役[35]
- 新宿スワン（監督：園子温、2015年） - 真虎 役
  - 新宿スワンII（監督：園子温、2017年）- 真虎 役
- 劇場版 MOZU（監督：羽住英一郎、2015年）- 高柳隆市 役
- ジャングル・ブック（2016年） - シア・カーン 役（日本語吹替版）[36]
- 3月のライオン 後編（監督：大友啓史、2017年）- 甘麻井戸誠二郎 役
- 忍びの国（監督：中村義洋、2017年） - 日置大膳 役[37]
- ジョジョの奇妙な冒険 ダイヤモンドは砕けない 第一章（監督：三池崇史、2017年） - 空条承太郎 役[38]
- いぬやしき（監督：佐藤信介、2018年） - 萩原刑事 役[39]
- 愛しのアイリーン（監督：吉田恵輔、2018年） - 塩崎裕次郎 役
- 翔んで埼玉（監督：武内英樹、2019年） - 阿久津翔 役[40]
- マチネの終わりに（監督：西谷弘、2019年） - リチャード新藤 役[41]
- とんかつDJアゲ太郎（監督：二宮健、2020年） - DJオイリー 役
- 十二単衣を着た悪魔（監督：黒木瞳、2020年） - 桐壺帝 役
- いのちの停車場（監督：成島出、2021年） - 江ノ原一誠 役
- ペナルティループ（監督：荒木伸二、2024年） - 溝口 役[23]

### 劇場アニメ
- 鉄コン筋クリート（監督:マイケル・アリアス、2006年） - 木村 役
- リトルプリンス 星の王子さまと私（監督：マーク・オズボーン、2015年） - キツネ 役（日本語吹替版）

### テレビドラマ
- 白洲次郎（2009年2月28日・3月2日・9月23日、NHK総合） - 主演・白洲次郎 役
- 大河ドラマ（NHK総合）
  - 龍馬伝（2010年） - 高杉晋作 役
  - 花燃ゆ（2015年） - 吉田松陰 役[42]
- 車イスで僕は空を飛ぶ（2012年8月25日、日本テレビ） - 南英明 役
- 尾根のかなたに〜父と息子の日航機墜落事故〜（2012年、WOWOW） - 主演・峰岸薫 役
- 女信長（2013年4月5日 - 6日、フジテレビ） - 羽柴秀吉 役
- 監獄のお姫さま（2017年10月17日 - 12月19日、TBS） - 板橋吾郎 役
- サバイバル・ウェディング（2018年7月14日 - 9月22日、日本テレビ） - 宇佐美博人 役[43]
- ボイス 110緊急指令室（2019年7月13日 - 9月21日、日本テレビ） - 本郷雫 役
- 未満警察 ミッドナイトランナー（2020年6月27日 - 9月5日、日本テレビ） - 片野坂譲 役[44]

### ミュージックフィルム
- 月に沈む（浜崎あゆみ、監督:行定勲、2002年）

### CM
- LOREAL PARIS（1997年）
- JR東日本「あたらしい旅」（1998年）
- J-PHONE九州（1999年）
- サントリー 「ザ・カクテルバー」（2000年）
- サガミオリジナル（2001年）
- アサヒビール「本生アクアブルー」（2003年-2005年）
- カネボウ化粧品「NUDY」（2004年-2005年）
- ロッテ ロッテガム「ACUO」（2006年-2009年）
- ユニクロ「オリジナルベーシック」（2007年）
- サントリー「山崎」（2009年）
- トヨタ自動車「マークXジオ」（2011年）
- サントリー「pepsi DRY」（2011年）
- KDDI 「あたらしい自由」（2012年）
- 木下工務店「木下工務店の注文住宅CM『憧れの先輩篇』」（2012年）
- ニチイ学館「COCO塾」（2012年）
- イオン「黄色いレシートキャンペーン」（2013年）
- ニッカウヰスキー「ブラックニッカ リッチブレンド」（2013年-2014年）
- Machine Zone「GAME of War」（2015年）
- サントリー「ペプシスペシャル」（2015年）

### ラジオ
- KAI presents EARTH RADIO（InterFM、2010年4月24日 - ）中渓宏一とともにパーソナリティ

## 監督・脚本

### 映画
- カクト（2002年、監督・脚本・主演）※第32回ロッテルダム国際映画祭タイガーアワード上映作品
- セイジ -陸の魚- （2012年、監督・脚本）※第24回東京国際映画祭特別招待作品

## 著書
- 社会彫刻（2013年4月19日、朝日新聞出版、ISBN 978-4022510617）
- 自刻像（2024年1月26日、文藝春秋、ISBN 978-4163918006）

## 受賞歴
- 第9回東京スポーツ映画大賞・新人賞
- 第10回日本映画プロフェッショナル大賞・新人奨励賞『金髪の草原』
- 第54回ブルーリボン賞・助演男優賞 『あしたのジョー』『カイジ2人生奪回ゲーム』
- 第35回日本アカデミー賞・優秀助演男優賞『あしたのジョー』[45]
- 第20回日本映画批評家大賞・助演男優賞『あしたのジョー』
- 第43回日本アカデミー賞・優秀助演男優賞『翔んで埼玉』[46]